# Vitry-en-Montagne
Vitry-en-Montagne ist eine französische Gemeinde mit 29 Einwohnern (Stand: 1. Januar 2022) im Département Haute-Marne in der Region Grand Est. Sie gehört zum Kanton Villegusien-le-Lac und zum Arrondissement Langres.

## Geografie
Die Gemeinde Virey-en-Montagne liegt auf dem Plateau von Langres in einem Seitental der oberen Aube, 25 Kilometer westlich von Langres. Sie ist umgeben von folgenden Nachbargemeinden:
|              |                                             | Rochetaillée |
| Bay-sur-Aube | Kompassrose, die auf Nachbargemeinden zeigt |              |
|              | Auberive, Rouelles                          |              |

## Siehe auch

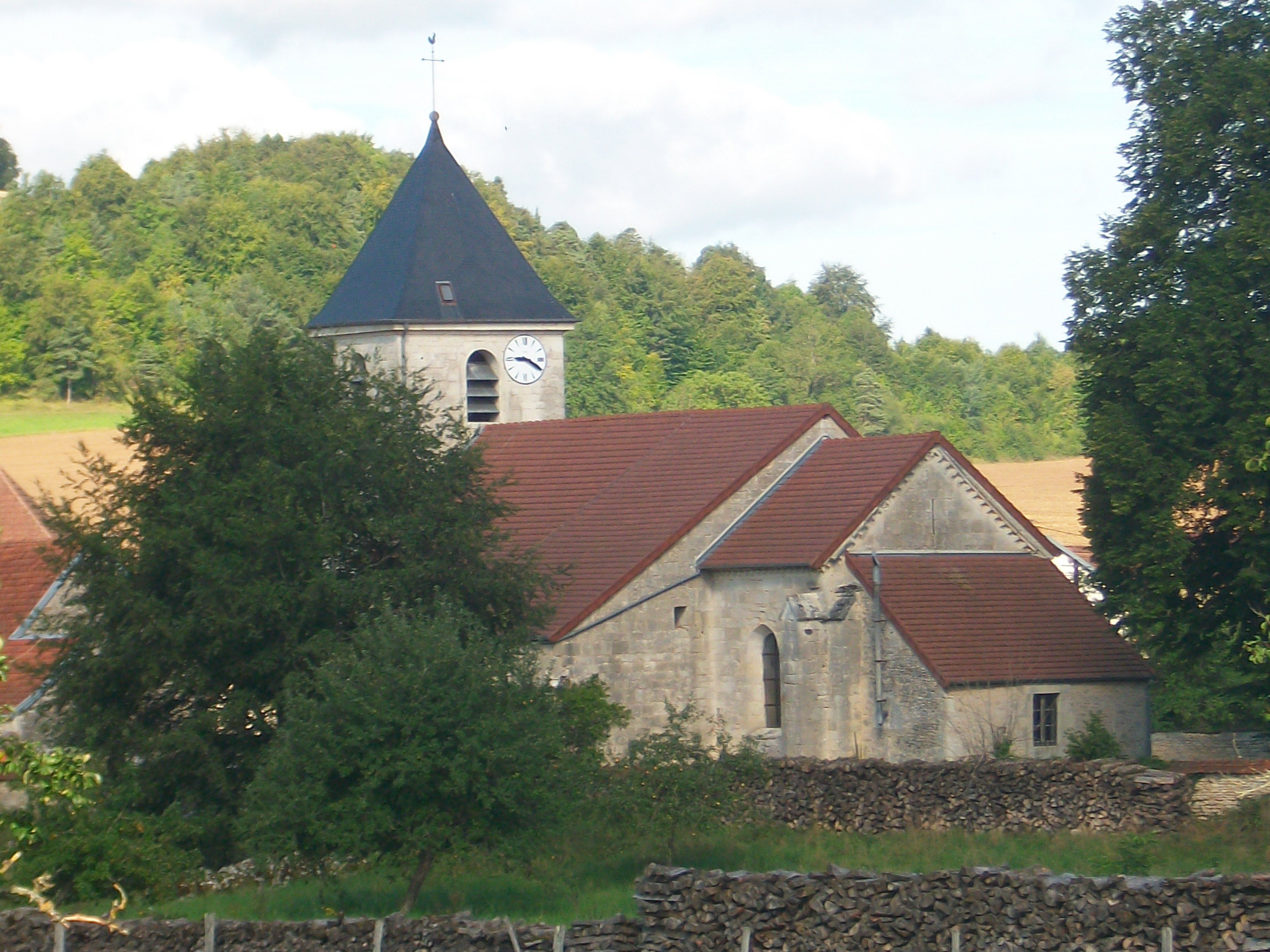
Kirche Saint-Martin, Monument historique seit 1929

## Bevölkerungsentwicklung
| Jahr                       | 1962 | 1968 | 1975 | 1982 | 1990 | 1999 | 2008 | 2019 |
| -------------------------- | ---- | ---- | ---- | ---- | ---- | ---- | ---- | ---- |
| Einwohner                  | 68   | 66   | 56   | 44   | 48   | 41   | 39   | 22   |
| Quellen: Cassini und INSEE |      |      |      |      |      |      |      |      |